# Протасы (Октябрьский район)
Протасы (бел. Пратасы́) — деревня в Октябрьском районе Гомельской области Беларуси. В составе Протасовского сельсовета.
На востоке граничит с лесом.

## География

### Расположение
В 31 км на северо-восток от городского посёлка Октябрьский, 10 км от железнодорожной станции Ратмировичи (на ветке Бобруйск — Рабкор от линии Осиповичи — Жлобин), 174 км от Гомеля.

### Гидрография
На западе – мелиоративные каналы.

## Транспортная сеть
Транспортные связи по просёлочной, затем автомобильной дороге Паричи — Октябрьский. Планировка состоит из прямолинейной улицы меридиональной ориентации, которая перекрещивается прямолинейной широтной улицей. Застройка двусторонняя, деревянная и кирпичная, усадебного типа. 4 улицы: Молодежная, Бухтуева, Советская, Ленинская.

## История
По письменным источникам известна с XVIII века как деревня в Минском воеводстве Великого княжества Литовского. Согласно королевской привилегии 1775 года во владении М. С. Лапаты. После 2-го раздела Речи Посполитой (1793 год) в составе Российской империи. В 1908 году в Брожской волости Бобруйского уезда Минской губернии.
В 1920 году в наёмном доме открыта школа. С 21 августа 1925 года центр Протасовского сельсовета Паричского, с 28 июня 1939 года Октябрьского, с 25 декабря 1962 года Светлогорского, с 30 июля 1966 года Октябрьского районов Бобруйского (до 26 июля 1930 года) округа, с 20 февраля 1938 года Полесской, с 20 сентября 1944 года Бобруйской, с 8 января 1954 года Гомельской областей. В 1930 году организован колхоз «Большевик», работала кузница.
Во время Великой Отечественной войны партизаны в августе 1942 года разгромили немецкий гарнизон, базировавшийся в деревне. Каратели в апреле 1942 года сожгли 105 дворов и убили 64 жителя. В боях за деревню и окрестности погибли 246 солдат 28-й армии и 8 партизан (похоронены на кладбище, в их числе Герой Советского Союза М. А. Бухтуев). 21 житель погиб на фронте.
Согласно переписи 1959 года в составе колхоза имени В. И. Ленина (центр — деревня Рассвет). Работают 9-летняя школа, Дом народного творчества, библиотека, детский сад, отделение связи, фельдшерско-акушерский пункт, комплексный приёмный пункт, 2 магазина.
В состав Протасовского сельсовета до 1976 года входила (в настоящее время не существующая) деревня Нивищи.
В 2009 году закрытие школы. 18 ноября 2020 года снесен отдел связи и переведен на выездную почту.

## Население

### Численность
- 2004 год — 126 хозяйств, 307 жителей.

### Динамика
- 1795 год — 7 дворов, 52 жителя.
- 1908 год — 77 дворов, 493 жителя.
- 1925 год — 105 дворов.
- 1940 год — 126 дворов.
- 1959 год — 428 жителей (согласно переписи).
- 2004 год — 126 хозяйств, 307 жителей.

## Культура
- Протасовский сельский Дом народного творчества — филиал ГУК «Центр культурно-досуговой деятельности Октябрьского района»

## Достопримечательность
- Братская могила советских воинов и партизан (номер воинского захоронения 3646)[2].
- Обелиск на месте массового уничтожения граждан немецкими фашистами в апреле 1942 года, ул. Ленинская (номер воинского захоронения 8267)[2].